# Фаик Болкиах
Фаик ибни Принц Джеффри Болкиах (англ. Faiq Jefri Bolkiah; 9 мая 1998, Лос-Анджелес, США) — брунейский футболист, полузащитник клуба «Чонбури». Выступал за сборную Брунея. Член правящей брунейской династии Болкиах. Его отец — Джеффри Болкиах (р. 1954), принц Брунея. Дядя — Хассанал Болкиах (р. 1946), ныне правящий султан Брунея.

## Биография
Родился 9 мая 1998 года в Лос-Анджелесе, США. Является одним из 18 детей принца Брунея Джеффри Болкиаха. Один из его братьев — Абдул Хаким Болкиах (р. 1973) дважды представлял Бруней на Олимпийских играх в стендовой стрельбе.
Обучался в колледже Брэдфилд.
В случае получения наследства, которое оценивается в 20 миллиардов долларов, может стать самым богатым футболистом мира.

## Клубная карьера
Прошёл молодёжные команды «Саутгемптона», лондонского «Арсенала» и «Челси». 15 марта 2016 года подписал 3-летний контракт с клубом Английской Премьер-лиги «Лестер Сити».
24 сентября 2020 года перешёл в «Маритиму» на правах свободного агента. На профессиональном уровне дебютировал в составе фарм-клуба «Маритиму Б» 11 апреля 2021 года в матче третьей лиги Португалии с клубом «Гондомар», в котором вышел на замену на третьей компенсированной минуте второго тайма. В декабре 2021 года перешёл в тайский «Чонбури».

## Карьера в сборной
На международном уровне мог представлять США и Бруней, однако выбрал сборную Брунея, за которую выступал на юношеском и молодёжном уровне. За основную команду дебютировал 15 октября 2016 года в матче отборочного раунда чемпионата АСЕАН против сборной Восточного Тимора.